# 8703 Nakanotadao
8703 Nakanotadao è un asteroide della fascia principale. Scoperto nel 1993, presenta un'orbita caratterizzata da un semiasse maggiore pari a 2,3265344 UA e da un'eccentricità di 0,0421015, inclinata di 5,01181° rispetto all'eclittica.